# Tavastgatan, Tammerfors

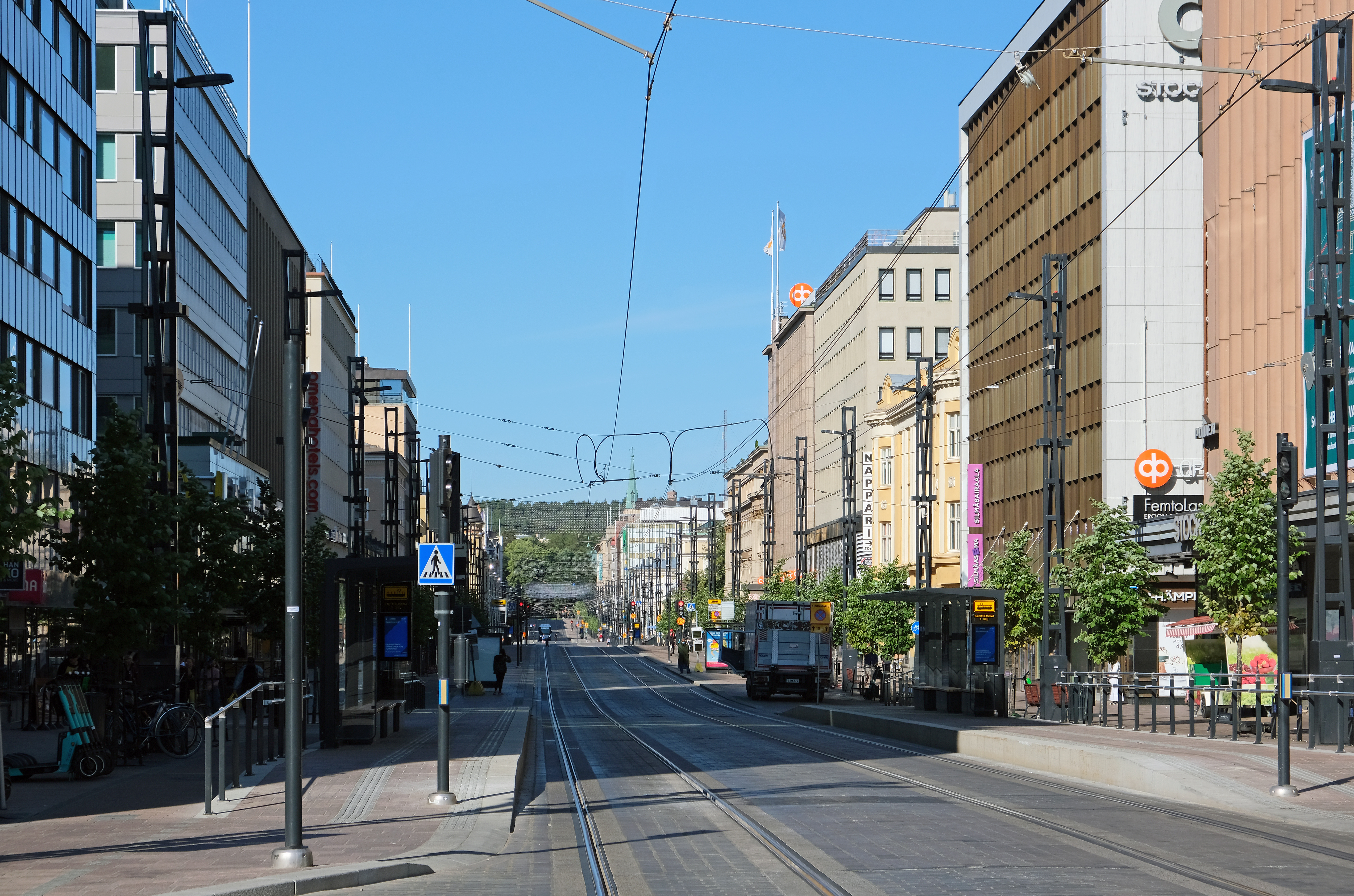
Tavastgatan sedd från järnvägsstationen mot väster.

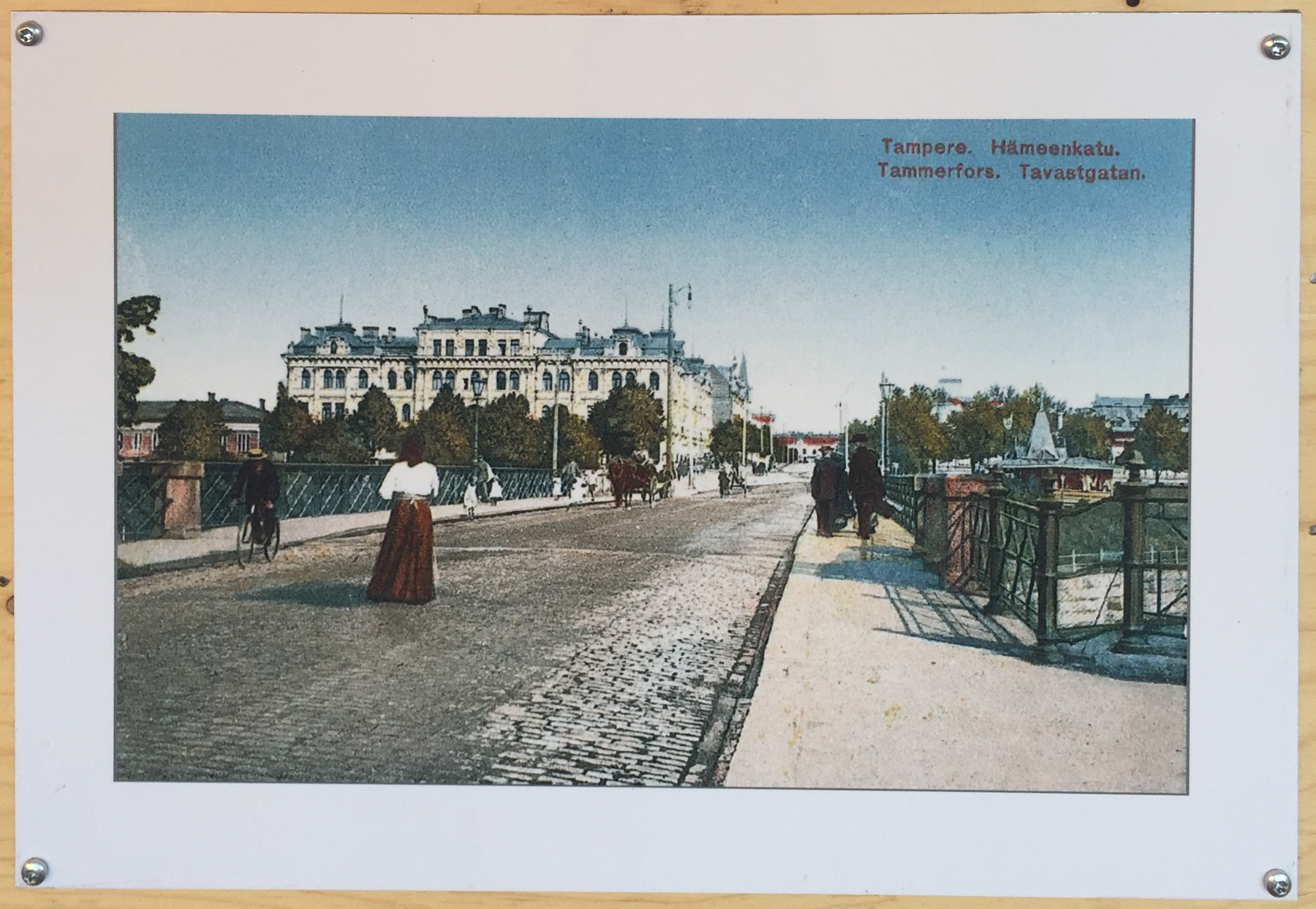
Äldre vykort över Tavastgatan vid Tammerforsen.

Tavastgatan (finska: Hämeenkatu) är huvudgatan i Tammerfors. Dess längd är cirka en kilometer, bredden är som högst 28,5 meter med bilfiler och trottoarer.
Tavastgatan är en boulevard som går mellan Tammerfors järnvägsstation i öster och parken Tavastparken i väster.
Huset Tavastgatan 10 utsattes den 22 november 2010 för en skadlig brand. Branden började från en kebab-restaurang och krävde tre människoliv.